# D. J. Caruso
Pour les articles homonymes, voir Caruso (homonymie).
D. J. Caruso (de son vrai nom Daniel John Caruso) est un réalisateur et producteur de cinéma américain né le 17 janvier 1965 à Norwalk dans le Connecticut.
Il a réalisé notamment les films Numéro quatre, Paranoïak et L'Œil du mal. Il ne doit pas être confondu avec l'acteur David Caruso.

## Biographie
Daniel Caruso a commencé sa carrière à la télévision avant de se tourner vers le cinéma.
Cinéphile depuis son plus jeune âge, Daniel Caruso est titulaire d'une licence de télévision et de cinéma obtenue à l'université de Pepperdine. Il débute comme assistant de production aux Studios Disney.
À partir de leur rencontre en 1987, il entame une longue collaboration avec John Badham sur nombre de ses films, notamment dans La Manière forte, une comédie d'action réunissant James Woods et Michael J. Fox.
Il continue ensuite sur des productions comme Nom de code : Nina, Indiscrétion assurée, Meurtre en suspens et Drop Zone, dont il signe la réalisation des séquences aériennes en tant que réalisateur de la 2e équipe.
Caruso multiplie alors les expériences de mise en scène télévisuelles en réalisant des téléfilms et des épisodes de séries.
En 2002 il réalise son premier film, Salton Sea, qui raconte l'histoire d'un jazzman infiltré dans le monde de la drogue pour retrouver les assassins de sa femme. Ce film est porté notamment par les acteurs Val Kilmer et Vincent D'Onofrio. Il s'agit également de la première production de sa société Humble Journey Films, créée avec Eriq La Salle et Butch Robinson.
Il réalise en 2004 le thriller Taking Lives : Destins violés dans lequel il dirige Angelina Jolie aux côtés d'un cast très « frenchie » constitué d'Olivier Martinez, Tchéky Karyo et Jean-Hugues Anglade.
En 2006, il dirige ensuite Al Pacino et Matthew McConaughey dans le polar Two for the Money. L'année suivante, il décide de revenir au thriller avec Paranoïak, une histoire de voyeurisme et de meurtre qui emprunte librement à Fenêtre sur cour de Hitchcock.
En 2008, il réalise son premier film à gros budget, L'Œil du mal, signant la  deuxième collaboration consécutive avec l'acteur Shia LaBeouf après le film Paranoïak.

## Filmographie

### Comme réalisateur

#### Cinéma
- 2002 : Salton Sea (The Salton Sea)
- 2004 : Taking Lives : Destins violés (Taking Lives)
- 2006 : Two for the Money
- 2007 : Paranoïak (Disturbia)
- 2008 : L'Œil du mal (Eagle Eye)
- 2011 : Numéro quatre (I Am Number Four)
- 2013 : Standing Up (en)
- 2016 : La Chambre des oubliés (The Disappointments Room)
- 2017 : xXx: Reactivated (xXx: Return of Xander Cage)
- 2022 : Redeeming Love (en)
- 2022 : Shut In (en)
- 2024 : Mary

#### Téléfilms
- 1997 : Cyclops, Baby
- 1998 : Black Cat Run
- 1999 : Partie truquée (Mind Prey)

#### Séries télévisées
- 1995 : VR.5 - épisode 1.05
- 1996 : Haute tension - épisodes 2.09, 2.13, 2.15, 2.19
- 1998 : Space Hospital - épisode 1.02
- 1998 : Buddy Faro - épisode 1.08
- 1999 : Le Flic de Shanghaï - épisode 1.13
- 1999 : Deux privés à Vegas - épisode 1.01
- 2001 : Dark Angel - épisode 1.19
- 2001  On the Road Again - épisodes 1,04, 1.05, 1.08, 1.10
- 2002 : Smallville - épisode 1.10
- 2002 : Los Angeles : Division homicide - épisodes 1.03, 1.04
- 2005 : Over There - épisode 1.07
- 2006 : The Shield - épisodes 1.06, 1.07, épisodes 5.01, 5.08
- 2011: Inside - épisode 1.01

### Comme producteur
- Drop Zone (1995)
- Mind Prey (1999)
- Crazy as Hell (en) (2002)

### Comme producteur délégué
- Rebound: The Legend of Earl "The Goat" Manigault
- Meurtre en suspens (Nick of Time) (1996)

### Comme coproducteur
- Indiscrétion assurée (Another Stakeout) (1993)

### Comme producteur associé
- La Manière forte (The Hard Way) (1991)
- Nom de code : Nina (Point of No Return) (1993)

### Comme réalisateur de2eéquipe
- Indiscrétion assurée (Another Stakeout) (1993)
- Nom de code : Nina  (Point of No Return) (1993)
- Drop Zone (1995)
- Meurtre en suspens (Nick of Time) (1996)